# Simchaur
Simchaur (en népalais : सिमचौर) est un comité de développement villageois du Népal situé dans le district de Doti. Au recensement de 2011, il comptait 3 172 habitants.